# Louis Bruelle
Louis Bruelle, né le 17 février 1918 à Joffreville (colonie de Madagascar) et décédé le 25 juin 1988 à Meudon, est un parlementaire français.

## Biographie
La famille de Louis Bruelle s'est installée à Madagascar au début du XXe siècle. Conseiller provincial de la province de Majunga et membre de l'Assemblée représentative de Madagascar, il œuvre en faveur des petits contribuables en obtenant un aménagement de l'impôt sur les bénéfices.
Lors des élections législatives de 1956, Louis Bruelle est candidat du Rassemblement des gauches républicaines (RGR) et élu dans le collège des citoyens de statut français dans la seconde circonscription de Madagascar. Il promet de soutenir les demandes des colons pour des prix compétitifs en faveur du tabac, du café, du poivre et du riz et déclare qu'il se comportera en conseiller de tous et en avocat de chacun lorsqu'il faudra plaider le dossier de Madagascar. 
Il est nommé membre de la Commission de la justice et de la législation dont il devient secrétaire le 18 octobre 1957, et de la Commission des territoires d'outre-mer. En 1958 il est nommé membre de la Commission chargée d'enquêter sur les opérations électorales du département de La Réunion.
Louis Bruelle est en faveur du maintien de des provinces dont l'existence est menacée par un projet d'unification administrative de l’île autour de Tananarive. Il montre qu'il faut protéger la région côtière, moins évoluée, des ambitions des Hovas qui sont préparés à se saisir de toutes les charges administratives dans l'île et qu'il faut garder des débouchés pour les élites locales naissantes. 
Le 1er juin 1958, à la suite de la crise de mai 1958, Louis Bruelle vote la confiance au général de Gaulle. 
Bien que non élu lors des élections législatives de 1958, il conserve à titre provisoire son siège de député jusqu'au 17 juillet 1959. 

## Détail des mandats et fonctions
- Du 2 janvier 1956 au 17 juillet 1959 : député de la 2e circonscription de Madagascar